# 20 juin 1950
Le mardi 20 juin 1950 est le 171e jour de l'année 1950.

## Naissances
- Donald S. Beyer, homme politique américain
- Gudrun Landgrebe, actrice allemande
- John Workman, lettreur de bande dessinée américain
- Nouri al-Maliki, homme politique irakien
- Roselyne Lefrançois, personnalité politique française

## Décès
- Etsu Inagaki Sugimoto (née en 1873), écrivaine japonaise
- Henri Bugnet (né le 21 février 1899), homme politique français, maire de Besançon